# Чучулига (село)
Чучулига е село в Южна България. То се намира в община Ивайловград, област Хасково.

## География
Село Чучулига се намира в планински район.